# Jonathan Vidallé
Jonathan Vidallé Calvo (Santiago, Chile, 13 de mayo de 1977) es un exfutbolista argentino-chileno que jugaba como delantero. Jugó en equipos de Argentina, Chile, Suiza e Italia.
Es el hijo del exfutbolista Enrique Vidallé.

## Trayectoria
Nacido en Santiago de Chile, durante el paso de padre por Palestino. Producto de las divisiones inferiores de Vélez Sarsfield, luego de un paso por la Liga Bragadense de Fútbol, en 1997 firmó para Provincial Osorno de la Primera División de Chile.En diciembre de 1997, el Inter de Milán pone sus ojos sobre Vidallé, fichando luego de una prueba. Sin embargo, nunca defendió la camiseta neroazzura. Luego de un paso por el St. Gallen suizo, jugó para diferentes clubes italianos de la Serie B y la Serie C.
Tras su retiro, desarrolló una carrera como ojeador de diferentes equipos, como el Arsenal en Inglaterra, Parma en Italia y Boca Juniors de Argentina.

## Clubes
| Club                    | País      | Año       |
| ----------------------- | --------- | --------- |
| Vélez Sarsfield         | Argentina | 1995-1996 |
| Boca Juniors de Bragado | Argentina | 1996      |
| Provincial Osorno       | Chile     | 1997      |
| St. Gallen              | Suiza     | 1998      |
| Cremonese               | Italia    | 1998-1999 |
| L'Aquila                | Italia    | 1999-2000 |
| Rimini                  | Italia    | 2000-2001 |
| L'Aquila                | Italia    | 2001      |
| Avellino                | Italia    | 2001      |
| L'Aquila                | Italia    | 2001-2003 |
| Taranto                 | Italia    | 2003-2004 |
| L'Aquila                | Italia    | 2004      |
| Sambenedettese          | Italia    | 2004-2005 |
| Viterbese               | Italia    | 2005-2006 |
| Gela                    | Italia    | 2006      |
| Lanciano                | Italia    | 2006-2007 |
| Centobuchi              | Italia    | 2007      |

## Palmarés
| Título              | Club            | Sede                   | Año  |
| ------------------- | --------------- | ---------------------- | ---- |
| Copa Interamericana | Vélez Sarsfield | Cartago y Buenos Aires | 1996 |